# Hannes Bahrmann
Hannes Bahrmann (* 26. Juni 1952 in Berlin; † 7. November 2024 in Neustrelitz) war ein deutscher Journalist und Sachbuchautor.

## Leben
Bahrmann studierte von 1974 bis 1979 Geschichte und Lateinamerikawissenschaften an der Universität Rostock. Seine journalistische Ausbildung absolvierte er u. a. beim Rundfunk und der FDJ-Tageszeitung Junge Welt. Nach seinem Studium war Bahrmann bei der DDR-Nachrichtenagentur ADN tätig und veröffentlichte in verschiedenen Wochen- und Monatszeitschriften. Er schrieb Sachbücher zu Mittelamerika, Drogenproblemen und der DDR-Politik. Er war Geschäftsführender Partner der Agentur plan B communication (Berlin).

## Werke
- mit Christoph Links: Contras contra Nikaragua – Entstehung, Struktur, Taktik der bewaffneten Konterrevolution. Dietz-Verlag, Berlin 1985
- mit Christoph Links und Peter Jacobs: Killerkommando. Schwarzbuch CIA und Contras. Verlag Neues Leben, Berlin 1986; Weltkreis-Verlag, Dortmund 1986
- mit Christoph Links: 6 mal Mittelamerika. Dietz-Verlag, Berlin 1985
- Die Erben des Hexers. (Reihe Tatsachen 295). Militärverlag der Deutschen Demokratischen Republik, Berlin 1986
- Affäre Hasenfus. (Reihe Tatsachen 320). Militärverlag der Deutschen Demokratischen Republik, Berlin 1988
- mit Christoph Links: Wir sind das Volk. Aufbau-Verlag, Berlin 1990; Peter Hammer Verlag, Wuppertal 1990
- Piraten der Karibik. Militärverlag/Brandenburgische Verlagsanstalt, Berlin 1990
- mit Peter-Michael Fritsch: Sumpf. Privilegien, Amtsmißbrauch, Schiebergeschäfte. Ch. Links Verlag, Berlin 1990
- mit Christoph Links: Chronik der Wende. Die Ereignisse in der DDR zwischen 7. Oktober 1989 und 18. März 1990. Ch. Links Verlag, Berlin 1994/1999
- (Hrsg. mit Christoph Links): Bilderchronik der Wende. Erlebnisse aus der Zeit des Umbruchs 1989/90. Ch. Links Verlag, Berlin 1999
- mit Christoph Links: The Fall of the Wall. The Path to German Reunification (Englischsprachige Sonderausgabe). Ch. Links Verlag, Berlin 1999
- (Hrsg. mit Christoph Links): Am Ziel vorbei. Die deutsche Einheit – Eine Zwischenbilanz. Ch. Links Verlag, Berlin 2005.
- Abschied vom Mythos. Sechs Jahrzehnte kubanische Revolution. Eine kritische Bilanz. Ch. Links Verlag, Berlin 2016 (Lizenzausgabe der Bundeszentrale für politische Bildung, Bonn 2017)
- Nicaragua. Die privatisierte Revolution. Ch. Links Verlag, Berlin 2017, ISBN 978-3-86153-965-0
- Venezuela. Die gescheiterte Revolution. Ch. Links Verlag, Berlin 2017, ISBN 978-3-86153-985-8
- mit Christoph Links: Finale. Das letzte Jahr der DDR. Ch. Links Verlag, Berlin 2019, ISBN 978-3-96289-061-2
- Francos langer Schatten. Diktatur und Demokratie in Spanien. Ch. Links Verlag, Berlin 2020, ISBN 978-3-96289-077-3
- Rattennest. Argentinien und die Nazis. Ch. Links Verlag, Berlin 2021, ISBN 978-3-96289-128-2